# Secotium fragariosum
Secotium fragariosum är en svampart som beskrevs av G. Cunn. 1952. Secotium fragariosum ingår i släktet Secotium och familjen Agaricaceae.   Inga underarter finns listade i Catalogue of Life.